# Yinyu Ye
Yinyu Ye (* 1948) ist ein chinesischstämmiger US-amerikanischer Mathematiker, der sich mit mathematischer Optimierung und Operations Research befasst.
Ye machte 1982 seinen Bachelor-Abschluss an der Universität für Wissenschaft und Technik Zentralchina und 1983 an der Stanford University seinen Masterabschluss 1983. Er promovierte 1988 bei Edison Tack-Shuen Tse und George Dantzig über „Interior Algorithms for Linear, Quadratic, and Linearly Constrained Convex Programming“. Ab 1988 war er Assistant Professor und ab 1990 Associate Professor an der University of Iowa. Seit 1993 ist er Professor für Management Science and Engineering an der Stanford University. Außerdem ist er Adjunct Professor an der Fudan-Universität und dem Institut für Angewandte Mathematik der Akademie der Wissenschaften in Peking.
Ye ist für seine Arbeiten zu Innere-Punkte-Verfahren in der konvexen Optimierung bekannt. Er befasst sich auch mit Semidefiniter Programmierung zum Beispiel im Entwurf von Sensor-Netzwerken und komplexitätstheoretischen Resultaten in mathematischen Wirtschaftswissenschaften. Er ist einer der Entwickler des Mahdian-Ye-Zhang-Algorithmus in der Facility Location.
Er war Gastprofessor an der Universität Tsinghua und hat eine Ehrenprofessur an der Polytechnischen Universität Hongkong.
2009 erhielt er den John-von-Neumann-Theorie-Preis. Er ist INFORMS Fellow und Mitglied der Society for Industrial and Applied Mathematics.

## Schriften
- Interior-Point Algorithms: Theory and Analysis, Wiley 1997
- mit David Luenberger: Linear and nonlinear programming, Springer Verlag 2008